# Heinz College Australia
O Heinz College Australia é um campus internacional do Heinz College, da Universidade Carnegie Mellon, localizado em Adelaide, Austrália Ocidental, Austrália. Foi fundada em 2006.